# Zibu (köpinghuvudort i Kina, Jiangxi Sheng, lat 28,85, long 116,86)
Zibu är en köpinghuvudort i Kina. Den ligger i provinsen Jiangxi, i den sydöstra delen av landet, omkring 97 kilometer öster om provinshuvudstaden Nanchang. Antalet invånare är 38 014. Befolkningen består av 17 927 kvinnor och 20 087 män. Barn under 15 år utgör 25,0 %, vuxna 15-64 år 68 %, och äldre över 65 år 6,0 %.
Runt Zibu är det tätbefolkat, med 266 invånare per kvadratkilometer. Närmaste större samhälle är Gubu, 16,2 km söder om Zibu. Trakten runt Zibu består till största delen av jordbruksmark.
Genomsnittlig årsnederbörd är 2 308 millimeter. Den regnigaste månaden är juni, med i genomsnitt 395 mm nederbörd, och den torraste är oktober, med 33 mm nederbörd.